# Teodelinda
Teodelinda (okoli  570 - 628) je bila kraljica Langobardov. Rodila se kot hči bavarskega vojvode Garibalda. Leta 588 se je poročila z langobardskim kraljem Autarijem. Mož ji je umrl leta 590 in kot vdova se je nemudoma poročila z njegovim naslednikom Agilulfom in tako ostala kraljica. Zgodovinski viri jo opisujejo kot politično vplivno kraljico, ki je pomembno doprinesla k temu, da so Langobardi sprejeli nikejsko veroizpoved, "pravoverno" krščanstvo (katoličanstvo), namesto arijanske, ki je bila prevladujoča med germanskimi narodi v prejšnjih stoletjih. Po tem ko se je mož spreobrnil, je po Lombardiji in Toskani začela graditi niz cerkva. Med njimi je najpomembnejša stolnica v Monzi in prva Krstilnica v Firencah (Battistero di San Giovanni, Firence). Za zasluge pri spreobračanju Langobardov v katoličanstvo, ji je papež Gregor Veliki poklonil sveti žebelj s Pravega križa, ki je kasneje postal del  železne krone Langobardov.